# Карои
Карои (енгл. Karoi) је насеље и округ у провинцији Машаноленд Запад у Зимбабвеу. Град Карои се налази отприлике 85 км од Чинхојиа, и око 200 km северозападно од Харареа, дуж главног пута од Харареа до Карибе и Чирундуа. Карои се налази у пољопривредном крају, у близими града Чинхоји, седишта провинције Машоналенд Запад. Број становника града према попису из 1992. је био 14.763. У 2004. години процењено је 25.030 становника.
1945. Карои је постао резервисаноо подручје за већином беле ратне ветеране који су добили помоћ од владе да започну узгајање дувана.